# 20.000 llegües sota el mar
20.000 llegües sota el mar (títol original: 20,000 Leagues Under the Sea) és una pel·lícula per televisió de 1997 dirigida per Michael Anderson i protagonitzada per Ben Cross com el capità Nemo. Es va estrenar el 23 de març de 1997. Està doblada al català.
Basada en la Vint mil llegües de viatge submarí de Jules Verne de 1870, destaca per substituir el personatge del criat del professor Aronnax, Conseil, per la filla del professor, Sophie, que es disfressa de nen perquè pugui acompanyar el seu pare a bord de l'USS Abraham Lincoln ; i es converteix en el vèrtex d'un triangle amorós que implica el capità Nemo i Ned l'arponer. La pel·lícula va ser produïda per Hallmark Entertainment.

## Repartiment
- Richard Crenna com Professor Aronnax
- Ben Cross com capità Nemo
- Paul Gross com Ned Land
- Julie Cox com Sophie Aronnax
- Michael Jayston com Almirall John E. Sellings
- Jeff Harding com capità Michael Farragut